# Lessen van Sylvanus
 Lessen van Sylvanus  is een Koptisch handschrift dat deel uitmaakte van de vondst van de Nag Hammadigeschriften in 1945. Er moet een oorspronkelijk Griekse tekst zijn geweest, maar daar is nooit iets van gevonden. Het handschrift zelf moet op zijn laatst even voor 350 geschreven zijn. De codex waarin de tekst bij de vondst zat, had een voorblad van papyrus met een datering van 348. Het verhaal zelf moet zijn ontstaan in de christelijke gemeenschap in en rond Alexandrië. De aannames in het het vakgebied over de datering van het ontstaan van de oorspronkelijke Griekse tekst varieert van midden derde eeuw tot eerste decennia vierde eeuw. Er is brede consensus dat veel van het materiaal in het werk gebaseerd is op aanzienlijk oudere bronnen.  
Net als het ook in Nag Hammadi  gevonden Spreuken van Sextus behoort het tot de vroeg-christelijke wijsheidsliteratuur. De tekst van het werk vertoont duidelijk invloed van de joodse wijsheidsscholen alsmede het stoïcisme en de denkbeelden van Clemens van Alexandrië (ca. 125/150-215) en Origenes (ca. 185-253).
De structuur van het werk heeft een grote gelijkenis  met het Bijbelboek Spreuken. Spreuken van Sextus is een tekst die bestaat uit een groot aantal uitspraken. Lessen van Sylvanus is een doorlopend verhaal. Een leraar geeft een groot aantal ethische instructies aan een leerling, die aangesproken wordt als  mijn zoon. Dat wordt vaak afgewisseld door theologische betogen over de  Vader en de Zoon, de goddelijke en menselijke natuur in Christus en de verlossing. De tekst van de instructies roept op tot een zekere ascetische levenswijze. 
De Sylvanus aan wie dit werk werd toegeschreven was waarschijnlijk degene die in enkele brieven van Paulus genoemd wordt als zijn metgezel, als metgezel van Petrus in de Eerste brief van Petrus en in de Handelingen van de apostelen als Silas. Het toeschrijven van het werk aan Sylvanus maakt een wat kunstmatige indruk, omdat de naam Sylvanus alleen in de titel van het werk voorkomt. De toeschrijving van het auteurschap aan deze Bijbelse figuur had geen ander doel, dan het werk meer gezag te doen verkrijgen.
Enkele auteurs houden echter de mogelijkheid open dat het hier handelt om een Sylvanus die een van de geadresseerden was van een brief die Alexander van Alexandrië omstreeks 319 over de veroordeling van het arianisme verzond. 
Een deel van een andere Koptische vertaling van de Griekse tekst circuleerde onder de auteursnaam van Antonius van Egypte bij Koptische asceten. 